# Histoire de l'étude linguistique peule
 (avril 2014).
La forme ressemble trop à un extrait de cours et nécessite une réécriture afin de correspondre aux standards de Wikipédia.
Pour peul (langue), voir peul.
 (juillet 2011).
L'histoire de l'étude du polar ou fulfulde (la langue des Peuls) est jalonnée de recherches intenses et internationales depuis sa découverte au XIXe siècle par les explorateurs français, anglais et portugais. Cette recherche s'est très tôt organisée autour de ce que l'on appelle la « question peule », corpus multidisciplinaire réunissant tout ce que cette langue pose comme questions relatives à son origine (proto-langue), son évolution (parenté linguistique) et son devenir en termes de classement (classification phylogénétique).

## Arrière-plan historique

### DuXIXesiècleaux années 1950
Les premiers explorateurs européens sont confrontés à des « blancs » au milieu de populations « noires ». Il leur a bien fallu expliquer ce phénomène. Aux XIXe et XXe siècles, la philologie doit coller au phénotype (donnée fluctuante suivant les individus) ou à l'anthropologie (aux instruments de mesure rudimentaires à l'époque) ; c'est le racialisme. Selon Saussure, nous sommes ainsi, soit « blanc », soit « noir » (2002 : 268). Il parle donc une « langue blanche » dite « famille occidentale » (2002 : 268) c'est-à-dire indo-européenne ou sémite, ou bien une « langue noire » dite aussi « famille africaine ».
On note ainsi un parallèle méthodologique et fantasmatique assez proche du traitement du problème Targui et du filum berbère, générant en Occident le courant de l'orientalisme et des mythes tel que celui de l'Atlantide. Les expertises et recherches historiques et anthropologiques s'appuient donc constamment sur la linguistique, car poser la question de l'origine d'une langue, c'est poser la question de l'origine de celui qui la parle. C'est l'anthropologie linguistique. Ce sont les publications mêlant linguistique et taxonomie d'Urbain (1839) ; d'Eichthal (1841) ; Tautain (1841) ; Cortembert (1860) ; De Béranger-Féraud (1875) ; Topinard (1876) ; Binger (1881) ; Krause (1883) ; Thaly (1884) ; Collomb (1885) ; Verneau (1895) ; Lasnet (1900) ; Sarrazin (1901) ; Maunier (1931) ; Labouret (1932)... Durant cette période les Peuls seront donc : des réfugiés malayo-polynésiens, des migrants malais ou indiens, des Tziganes, des Romains, les descendants de légionnaires gaulois basés à Memphis, des Pélasges, des migrants originaires d'Égypte, des Bohémiens et bien sûr des Atlantes.
L'étude du pulaar s'inscrit dans un contexte général des découvertes des XIXe et XXe siècles et dans un contexte géopolitique voyant la domination de l'Afrique et de l'Asie par les puissances occidentales. Par conséquent, les études seront menées suivant le même procédé que pour les études concernant l'indo-européen. Les années 1940 s'ouvrent avec un tête-à-tête aryano-sémite frontal. La proximité géographique avec des populations blanches dans la région du Sahel (Berbères, Maures, Saharouis) vont permettre d'étayer de commodes relations inter-ethniques supposées à grande échelle (bien que la mémoire culturelle peule et le lexique lui-même ne conservent aucunement de tels métissages). C'est le « modèle berbère ». Il s'agit d'une stratégie cognitive visant à mesurer l'altérité (toujours blanc/noir), à la réduire pour la rendre manipulable. Ce sont les publications de Meillet (1948) ; Pittard (1931) ; Taylord (1932) ; Tauxier (1935) ; Vallois (1941) ; Perdral (1949) ; Monteil (1950) ; Gaden (1950) ; Pales (1950). À cette période, ce seront donc des Perses, des Égyptiens, des Nubiens, des Éthiopiens, des Berbères, des Juifs... et bien sûr la langue devra suivre.
Dans le contexte colonial puis post-colonial des États africains, les Peuls et leur langue vont se trouver au centre de conflits idéologiques de type nationaliste. Entre les indo-européanistes qui voulaient faire de l'indo-européen une langue à part et les panafricanistes rejetant l'idée d'une Afrique ouverte aux influences extérieures, apparaît le cas problématique (et par de nombreux points, symbolique) des Peuls. Le mélange anthropologie et linguistique entraina un certain nombre de dérives n'offrant pas des conditions idéales aux recherches scientifiques, mais, au contraire, obscurcissant et empoisonnant les débats, jusqu'à nos jours.
Ainsi, le hamite est une création idéologique d'un rameau linguistique et ethnologique imaginaire. La classification « Hamites » vient de Lepsius qui distinguait les langues « japhétiques » (indo-européennes), les langues sémitiques (arabe, hébreu, phénicien, guèze) et les langues hamitiques, c'est-à-dire les langues du nord de l'Afrique. Pour Meinof, les Hamites sont des Aryens venus du nord « civiliser » les masses bantoues. Pour lui, la distinction des langues hamitiques des autres langues africaines (donc bantoues) résidait dans la présence de deux genres masculin-féminin. Ainsi, la forme complexe pluriel et l'absence de ton (cas du pulaar) étaient le signe de langues sophistiquées, capables de flexions des racines (modification des radicaux nominaux et verbaux), à la différence des procédés « rustiques » de l'agglutination bantoue. Ainsi, durant tout le XIXe siècle et le début du XXe siècle, le pular fit office de trait d'union ou de relais du hamite auprès des Bantous. À cette époque, le pulaar est donc étudié en compagnie d'autres langues supposées appartenir à ce fameux rameau : le basque, le celte, le berbère et les langues d'Éthiopie (couchitique, guèze etc.).
Les études se mènent en prenant modèle sur la grammaire comparée des langues indo-européennes élaborée par Bopp et Ernest Renan au milieu du siècle. Rapidement, un premier problème se posa aux chercheurs concernant le pular, son extension sur une aire géographique étendue, qui incita à rechercher des « invariants » jusqu'ici non avérés. Ce qui fit dire qu'il n'y avait probablement pas de ful-sprache à rechercher, ou une langue peule originelle, parlée par un peuple originel (Urvolk) dans son habitat originel (Urheimat), mais une dispersion sur un vaste archipel qui traverse des aires, où domine telle ou telle langue véhiculaire, diffusée par des diasporas commerçantes, ce qui conduirait à une « culture du voyage », modèle identique que l'on peut voir dans l'ethnolinguistique des Roms en Europe de l'Est et de l'Ouest.

### Une nouvelle classification à l'orée des années 1950
Cette classification se met en place à partir des travaux de Delafosse, Homburger, Westermann et Greenberg.
La découverte de Greenberg concernant un groupe de langues dans la région de la Sénégambie, du Sénégal et de la Guinée va enterrer la question hamite. Ces langues présentent en effet des traits analogues au pular, mais sont parlées par des populations qui ne sont pas de type méditerranéen. Il faut donc faire place à d'autres groupes de langues nommées d'abord « soudanaises » : parentes des langues bantoues, elles constituent avec elles un ensemble négro-africain, dans lequel figure le peul.
Les études orientales également, offrent un éclairage important sur un monde enfoui, dont les Peuls et leurs langues pourraient constituer l'un des derniers témoignages. Les fresques découvertes en Syrie et en Perse offrent un nouveau visage de l'Orient au monde occidental. La Syrie, avec son ancien empire du Mitanni et sa population cosmopolite (Aryens, Dravidiens, Sémites), paraît le candidat idéal d'une diffusion linguistique jusqu'en Égypte et permet de comprendre les items étrangers correspondants trouvés en fulfulde.
Maurice Delafosse, s'inscrivant dans une croyance de l'identité judéo-syriaque des Peuls datée du XVIIIe siècle, prenant exemple sur le modèle de la linguistique indo-européenne, est l'artisan de sa transposition en Afrique de l'Ouest. Pour ce dernier, le génie des langues africaines repose sur l'existence de classes nominales. Il met en correspondance la classification linguistique et la série emboîtée des groupes ethniques ; famille linguistique/ ethnique, groupe linguistique : ethnique, langue/peuple, dialecte/tribu et sous-dialecte/sous-tribus.
Depuis, les linguistes ont mis en cause l'impénétrabilité réciproque des grammaires qui était au principe de la séparation et donc à la généalogie des langues, pierre angulaire de l'évolutionnisme philologique et première méthode de classification des langues.
À chaque fois, on trouve des choses, mais c'est un « à côté » insatisfaisant. Comme le suggère Demoule (1998 : 46-47), « chacun élargit son domaine de compétence en s'appuyant sur celle de l'autre ». La linguistique étant initialement une linguistique indo-européenne, c'est par comparaison élargie à ses frontières, qu'elle s'ouvre aux autres langues. La linguistique africaine sort peu à peu du cadre colonial pour devenir internationale.

### L'importance de l'École russe
Sergueï Starostine (1953-2005), Vladislav Illich-Svitych (en) (1934-1966), Chevorochkine, Dolgopolski
Les Russes, en particulier Illitch-Svitich (1971-1984), Dolgopolski (1981-1988), Cherovochtine (1989-1991) et Starostine (1991-1998), grâce à leurs recherches concernant les anciennes populations du Caucase et de Russie méridionale (explorés dès 1725), impulsés par une série de comparaisons linguistiques et culturelles concordantes, posent comme hypothèses, l'Égypte et la Libye comme termes de la diffusion des sociétés pastorales nées dans le Nord de la Syrie et la Russie du sud, 2000 ans avant notre ère.
Les Russes appellent le nostratique.(note p.  8-9 de Claude Hagège Professeur au collège de France, janvier 2003 in Joseph H. Greenberg Langues indo-européennes et la famille eurasiatique ed. Belin, 2000, Paris : « Or on peut, même si l'on refuse d'extrapoler jusqu'à l'hypothèse d'une parenté d'origine de la totalité des langues humaines, rester réservé sur la notion de « familles sœurs » et sur le refus d'inclusion, de la part de Greenberg, des trois groupes en question dans « l'eurasiatique proprement dit ». Il existe des travaux soviétiques que Greenberg ne cite pas (tout comme il ne cite pas, pour l'indo-européen, les reconstructions détaillées d'un autre soviétique, N.A. Andreev, notamment son livre de 1986) ; mais lesdits travaux étaient certainement connus de ce lecteur gigantesque [...].
Ces travaux parmi lesquels les deux comptes-rendus de V.V. Ivanov (Etimologija 1972 et 1977) sur le Dictionnaire comparatif d'Illic-Svityc, mais aussi l'article, pourtant assez critique, de B.A. Serebrennikov (1983), fournissent des séries d'arguments en faveur de l'inclusion du chamito-sémitique, du Kartvèle et du dravidien dans le nostratique. Comme cette inclusion est liée à celle des mêmes familles dans l'eurasiatique, on se prend à regretter que Greenberg n'ait pas vécu assez longtemps pour élargir encore son hypothèse, et inclure, au moins, non pas l'amérinde, dont l'association à l'eurasiatique reste sujet à controverse dans le monde des linguistes, mais les langues bantoues (une partie du nigero-congolais dans sa terminologie). Un fait parmi d'autres le suggère : l'étymologie 54 concerne le réflexif u / w ; or on trouve, je le rappelle, la même forme avec un sens voisin, le passif, dans de nombreuses langues bantoues, dont le swahili. ».
Dès les années 1950 S.I. Rudenko remarque les étranges correspondances entre l'ensemble du corpus peul et certaines populations d'Asie centrale. Il fait une analyse partielle d'une collecte sur le lexique du Fouta-Djalon en Guinée, et produit à cette occasion le premier dictionnaire peul-russe / russe-peul de l'histoire. Les Hongrois Görög-Karady V. etGyula László (1951) évoqueront, la possible fuite des Peuls installés en Élam (ce fut la première théorie de l'origine des Peuls, la Bible en effet faisant mention d'un peuple ne prononçant pas les s ) devant les invasions hunniques.

### 1967 à nos jours, l'unité des langues africaines
En réaction aux thèses dualistes des chercheurs européens, s'opposa à la fin des indépendances les thèses d'une unité africaine hypothétique, plongeant leurs défenseurs dans les mêmes débordements idéologiques que leurs prédécesseurs. L'Afrique est noire, l'Égypte et son corpus linguistique également. Les tout  premiers textes de Diop apparaissent au début des années 1950. La méthodologie de la comparaison linguistique, centrale dans son œuvre pose (et continue de poser) de nombreux problèmes. La théorie du caractère noir de la civilisation égyptienne n'avait pas d'autre objet que la réfutation directe de la mythologie hamite. Le thème de l'unité revêt dans sa pensée un caractère mythique. C'est à l'exemple des critiques portées par Houis(1980) que l'on peut transposer brièvement les problématiques instrumentales à l'étude du fulfulde par Cheik Anta Diop. Les critiques concernant ses comparaisons de la langue peule dans ses différents ouvrages ne sont pas différentes des critiques portées à l'étude d'autres langues dont il n'était pas locuteur. Ses comparaisons sont partielles et orientées notamment les patronymes dont il explique l'étymologie par comparaison avec la totémisation en Égypte et dans divers groupes africains, or, le totémisme n'existe pas chez les Peuls et n'a donc aucune influence sur l'étymologie ancienne de leurs noms. La liste des critiques pourrait être longue et variée... L'influence de l'œuvre de Cheik Anta Diop malgré ses lacunes, est considérable dans les milieux éduqués de l'ouest africain. Cela a eu pour fâcheuses conséquences, d'enfermer le pular à l'intérieur du continent africain, d'influencer les études sur le sujet et d'orienter la politique linguistique des différents États où se trouvent les Peuls. Bien que ses instruments de recherches soient aujourd'hui obsolètes, cet intellectuel a encore ses adeptes, tel Théophile Obenga, à l'avant-garde de cette promotion de l'unité à partir des langues bantoues.

## Interdépendances économiques et donc linguistiques dans l'aire Ouest Africaine
Les interpénétrations linguistiques avec les populations africaines ont été nombreuses au cours de l'histoire des Peuls et particulièrement dans la région du Sénégal (Wolof / Sérère) et du Mali (Mandingue / Sonrhaï). Il résulte de l'inter-dépendance des groupes nomades avec les sédentaires et de la création d'Empires (notamment au Moyen Âge) brassant un ensemble de populations hétéroclites de langues diverses - langue peulh incluant des items étrangers, complets ou adaptés (fulanisés) ; langue peulh perdue ; acquisition d'une autre langue, puis récupération complète ou partielle - jalonnent le parcours linguistique des Peuls en Afrique de l'Ouest.

## Cas oblique
Les Peuls furent au centre d'une entreprise comparative d'un second type associé au nom de Marguerite Dupire. Son étude monographique sur les Wodaabe du Niger intitulée Peuls nomades en 1962 fut suivie par la rédaction d'une étude ethnographique comparée et par la recherche notamment d'une religion pré-islamique visible à travers la classe nominale énigmatique « nge » dans laquelle voisinent la vache, le feu et le soleil. Jean-Marie Mathieu rajoute à cette triade un autre élément important : « [l'or], comme il apparaît être aussi important dans la culture Scythe et encore actuellement dans de nombreuses tribus en Inde ».
C'est à madame Seydoux (1991) et à Loncke (1997) que nous devons l'étude de l'aspect stylistique et poétique du pular, la phraséologie, l'étude des joutes oratoires ou « guerres du verbe » nocturnes et le constituant phonique, onomatopéique de la langue et de l'expressivité peule.
La critique vint de la fécondité du comparatisme lui-même lorsque Khazanov (1984) montra à partir d'un large échantillon de peuples pasteurs qu'aucune société pastorale n'était autarcique. Ainsi, la quête des « invariants » de l'archipel peul semble assez décevante. Dès lors, c'est l'éventail des notions élaborées depuis une dizaine d'années par l'anthropologie culturelle surtout anglo-saxonne qui effectue une critique de la discipline anthropologique à un double niveau : celui des instruments pratiques d'investigations - le fieldwork - mais également celui des cadres analytiques - la notion de modèle privilégié.
Ce sont également les parutions de jeunes linguistes indépendants : Alexandre P.(1967), Armstrong R. (1967), Doneux (1975) ; Creissels D.(1989) ; Mohammadou (1985-1994) ; Noyer(1980) ; Kintz (1990) ; Bangui (1990) ; Simensen (1991). C'est en particulier le Japon qui par son travail sur l'eurasiatique et par ce que Saussure appelait l'« impression acoustique » que génère le pular, que ce pays viendra explorer l'aire linguistique peule, ce sont alors les publications du franco-japonais Eguchi(1984) ; d'Ogawa (1993) ; Zoubko (1996) ; Breedveld (1995) ; Kaye (1996) qui à l'exemple d'un modèle comparatif en vogue dans les années soixante, propose de comparer phonologies asiatiques et phonologies africaines. Puis viendront les intéressantes critiques de Szulmajster-Celnikier (1998) qui dans un article intitulé : « Éloge de la prudence méthodologique. La complexité des données décrédibilise la quête d'une langue originelle » qu'elle mettra en cause les recherches linguistiques sur le pular essentiellement axées sur les origines et les méthodes de recherches appliquées à cette quête.

## LeXXIesiècleet son«cultural bazaar»
À l'image de l'interrogation formulée par Ali Mazrui : « L'Afrique ne pourrait-elle pas être plurielle ? », s'ouvre le XXIe siècle des recherches dans le domaine. Ali Mazrui (non traduit en France) pose pour postulat une Afrique multiple, décomplexée, ouverte sur le monde, possédant un « triple héritage », à l'instar des autres continents, résultants d'une série d'apports, sans qu'aucun prenne le pas sur l'autre. La présence de ces trois composantes culturelles, autochtone, islamique et occidentale se révèlent en effet tout à fait essentielle dans l'étude des langues et des littératures. « L'histoire et la culture africaine ne sont plus perçues en termes d'enjeux symboliques. Racisme colonial, nationalisme panafricains sont incapables de rendre compte de la pluralité des langues et des cultures irréductibles à des schémas simplistes ».[réf. nécessaire]
On passe donc à l'aire des gradations et non plus du dualisme radical. À l'anthropologie linguistique, succède la génétique linguistique : c'est le triomphe de la génétique humaine, des logiciels de décodage linguistique et statistiques. Ce n'est plus l'arbre qui potentialise les recherches dans le domaine, mais le réseau. Modèle dont la complexité mobilisera certainement encore de nombreux chercheurs sur des décennies… Néanmoins, les dernières recherches dans les domaines de la linguistique (confortées par la génétique des populations) semblent donner raison à Ali Mazrui.
Des investigations contemporaines plus approfondies et plus complètes semblent remettre en cause la classification officielle privilégiant l'appartenance au groupe nigero-kordofanien au profit de l'Afro-asiatique et du caucasien sous-branche ne favorisant pas le consensus. En 1994, le lexique établi par Christiane Seydou a été l'objet d'études et confirme la parenté du pular avec les langues agglutinantes du Caucase et de l'Inde. Ces recherches linguistiques historiques et comparées en cours tendent à confirmer la thèse selon laquelle les Peuls appartiendraient à un rameau indo-iranien dont les entrées en Égypte commencent au IIe millénaire av. J.C., pour s'achever avec le règne des Ptolémées Dynastie des Ptolémées.[réf. nécessaire]
Cependant aux interrogations des linguistes, désormais, la science dure qui répond. En 1988, les généticiens Luca Cavalli-Sforza et Alberto Piazza, ont lancé une étude mondiale afin d'établir un arbre phylogénétique mettant en présence les correspondances entre un arbre génétique et un arbre linguistique. Ceci afin de déterminer les migrations humaines à travers le monde à la plus lointaine époque. Les résultats concernant les prélèvements sur un groupe peul urbanisé contredisent le classement linguistique officiel, ce qui incite prudemment Luca Cavalli-Sforza et Alberto Piazza à faire de cette langue un isolat site de la Faculté de Médecine de Marseille, 2003. Les données génétiques n'entrent généralement plus en vigueur dans l'étude linguistique, mais les premiers résultats de L.C.Sforza étaient connus de Greenberg qui « ne les a pas refusés, juste avant sa mort ».
Dans un contexte mondialisé, le fulfulde paraît donc comme une langue composite, dont chaque élément a pu au cours de sa longue histoire, lui conférer son caractère unique.